# Hermann Spielmann
Hermann Spielmann (* 2. April 1923) ist ein ehemaliger deutscher Fußballspieler.

## Werdegang
Der Mittelfeldspieler Spielmann spielte für Arminia Bielefeld. Mit der Arminia spielte er in der Saison 1949/50 in der seinerzeit erstklassigen Oberliga West. Spielmann kam auf 27 Einsätze, in denen er ohne Torerfolg blieb und den direkten Wiederabstieg der Bielefelder nicht verhindern konnte. Danach spielte er mit der Arminia in der II. Division West, wo er in 39 Spielen ein Tor erzielte. 1952 verließ er den Verein mit unbekanntem Ziel.